# Sargent (California)
Sargent u Sergent Creek es una comunidad no incorporada ubicada en la frontera del Condado de Santa Clara-San Benito, California. El peso de la comunidad se muestra en el condado de Santa Clara, o al norte, lado de la línea. Al igual que Rucker al norte de Gilroy, el nombre es oficial, pero no es de uso activo por los lugareños de hoy. El Servicio Geológico de los EE. UU. lo lista con una ID característica 1656278 y una latitud y longitud NAD27 como 36°55′10″N 121°32′53″O / 36.919344, -121.547946 Se halla a 150 pies sobre el nivel del mar. Apareció en los mapas de Thomas Brothers de los años 50, pero ha caído en desuso a partir del siglo XXI.
El área puede ser identificada fácilmente por el paso de automovilistas en el US 101 por el transportador de carga azucarera a lo largo de la vía del ferrocarril de Union Pacific Railroad. El transportador está al oeste de la US 101. La característica aparece en una variedad de mapas del ferrocarril de los años 30 hasta el presente y pudo haber sido una parada del tren de pasajeros en cierto punto de la historia. El área es nombrada por James P. Sargent (1823-1890) dueño de la concesión Rancho Juristac Mexican Land grant. El Sargent Hills y Sargent Creek también se encuentran cerca al oeste del mismo.
El código postal es 95045 y la comunidad está dentro del código de área 408.

## Campo petrolero Sargent
Un campo petrolífero activo con cerca de 4 pozos operativos existe alrededor de 5,25 millas a 199 grados al norte y hacia el este de la intersección SR152 y US101. El área se llama el campo petrolífero de Sargent. El campo está ubicado en Tar Creek justo al norte de la línea del Condado de Santa Cruz. Tar Creek es a veces llamado el equivalente español, La Brea Creek, en algunos mapas históricos. La latitud y la longitud del yacimiento 36°55′49″N 121°35′11″O / 36.93028, -121.58639.